# Chudonská přehradní nádrž
Chudonská přehrada (gruzínsky ხუდონის ჰიდროელექტროსადგური, chudonis hidroelektrosadguri) je rozestavěná přehradní nádrž s vodní elektrárnou na řece Inguri v Gruzii, kraj Samegrelo-Horní Svanetie. Hráz této přehrady má stát 32 km proti proudu nad stávající Ingurskou přehradou ve vesnici Chaiši, kterou čeká spolu s dalšími menšími vesnicemi přesídlení obyvatelstva.

## Historie

### 1. etapa stavebních prací 1986–1989
Plánování bylo zahájeno v roce 1979, stavební práce byly zahájeny 1986. Stavba vyvolávala i za éry SSSR protestní akce a vládou Gruzínské SSR byla v červnu 1989 zastavena.
V rámci této stavební etapy došlo podle tehdejšího okresního státního zástupce Isaaka Kardavy k rozmachu ilegálního obchodu se stavebním materiálem ze stavby. Nejen celé osady, ale i města po celé Gruzii byla postavena ze zpronevěřeného stavebního materiálu. Kolem 200 lidí bylo vzato do vazby za obchod s kradeným materiálem, ale tehdejší první tajemník Komunistické strany Gruzie Mjavanadze všechny soudní procesy nechal zastavit.

### 2. etapa stavebních prací od roku 2012
Ministerstvo obchodu a paliv Gruzie pak nechalo původní projekt přepracovat. V rámci této změny projektu byla původně plánovaná výška hráze snížena ze 200,5 m na 170 m, čemuž odpovídá zmenšení rozlohy nádrže z 520 na 400 ha. Původní plánovaný výkon elektrárny 740 MW (s 10 turbínami po 74 MW) byl snížen na 638 MW. Takto zmenšená nádrž má mít objem 230 miliónů m³.
Změněný projekt byl veřejnosti představen roku 1992. V letech 1992 až 2003 gruzínská vláda několikrát prohlašovala, že příčinou energetické krize v Gruzii je právě nedostavěná Chudonská přehrada.
V letech 2005 až 2006 začala gruzínská vláda hledat investory za účelem dokončení stavby. Vybraný provozovatel Trans Electrica pak stanovil zahájení výstavby této etapy na duben 2012.